# Hans Adolf Krebs
Pour les articles homonymes, voir Krebs.
Hans Adolf Krebs (25 août 1900 à Hildesheim, province de Hanovre - 22 novembre 1981 à Oxford, Angleterre) est un médecin allemand, lauréat du prix Nobel de physiologie ou médecine de 1953 en même temps que Fritz Albert Lipmann. On lui doit la découverte du cycle de l'acide citrique qui porte son nom

## Biographie
Hans Adolf Krebs est le fils de Georg Krebs, médecin ORL, et de Alma Krebs, née Davidson. Il fréquente le lycée Andreanum de Hildesheim avant de suivre les cours des facultés de médecine dans les universités de Göttingen, Fribourg-en-Brisgau et Berlin. Il soutient sa thèse de doctorat en 1925 dans cette dernière université où il étudie également la chimie durant un an. En 1926 il obtient un poste d'assistant auprès du professeur Otto Warburg à l’Institut Kaiser-Wilhelm de Berlin-Dalhem.
Il quitte son poste en 1930 et retourne dans le milieu hospitalier, d'abord à l'hôpital municipal d'Altona sous la direction du professeur L Lichtwitz, puis à la clinique médicale de l'université de Fribourg-en-Brisgau sous la direction du Pr Thannhauser.
Du fait de ses origines juives, l'arrivée des nazis au pouvoir en 1933 lui fait perdre sa place. Il quitte l'Allemagne avec sa famille et se rend à l'École de biochimie de Cambridge à l'invitation de Frederick Gowland Hopkins, lauréat de la moitié du prix Nobel de physiologie ou médecine de 1929. Il quitte Cambridge pour un poste de maître de conférences à la faculté de pharmacie de Sheffield en 1935. En 1938, il devient le directeur du département de biochimie nouvellement fondé. Il obtient le grade de professeur en 1945 et devient directeur d'une unité de recherche au sein d'un conseil de recherche médicale qui y est créé. Cette structure est transférée à Oxford en 1954.
Les recherches de Krebs ont principalement concerné les aspects divers du métabolisme intermédiaire. Il a étudié la synthèse de l'urée dans le foie des mammifères, la synthèse de l'acide urique et des bases de purine chez des oiseaux, les étapes de l'oxydation de produits alimentaires, le mécanisme du transport actif d'électrolytes et les relations entre la respiration cellulaire et la génération des polyphosphates adénosines.
Il a rédigé plusieurs articles, dont la remarquable étude sur les transformations d'énergie chez le vivant, publiée en 1957, en collaboration avec H. L. Kornberg, qui discute les processus chimiques complexes qui fournissent aux organismes vivants le phosphate par le cycle de Krebs.
Krebs a été élu président de la Royal Society de Londres en 1947. En 1953, il est lauréat de la moitié du prix Nobel de physiologie ou médecine (l'autre moitié a été remise à Fritz Albert Lipmann) « pour sa découverte du cycle de l'acide citrique » (cycle de Krebs). En 1954, il a reçu la médaille de la Royal Society et, en 1958, la médaille d'or de la Société des Pays-Bas pour la physique, la science médicale. Il a été anobli en 1958. Il détient des titres honorifiques des universités de Chicago, Freiburg-im-Breisgau, Paris, Glasgow, Londres, Sheffield, Leicester, Berlin (Humboldt) et Jérusalem.
Il a épousé Marguerite Cicely Fieldhouse, de Wickersley, Yorkshire, en 1938. Ils ont deux fils, Paul Krebs et John Krebs et une fille, Hélène.